# Роседаль (Монтевідео)
Роседаль (ісп. El Rosedal), також відомий як Роседаль-дель-Прадо або Росаледа Хуани де Ібарбуру  — розарій у Монтевідео, столиці Уругваю.
Розарій був створений французьким ландшафтним дизайнером Карлосом Расіним і архітектором Еудженіо Бароффіо. Він розташований у парку Прадо в однойменному районі Монтевідео. Основою колекції стали дванадцять тисяч троянд, імпортованих з Франції 1910 року. Церемонія інавгурації розарію відбулася в готелі «Прадо» 15 вересня 1912 року, він був названий на честь уругвайської поетеси Хуани де Ібарбуру. У кінці другого десятиріччя XXI століття в розарії налічується понад триста сортів стародавніх і сучасних троянд.

## Особливості
Розарій складається з чотирьох пергол довжиною шістдесят метрів з вісьмома куполами в стилі модерн. Розарій займає площу в 0,64 гектара в парку площею не менше ста гектарів.
У центрі знаходиться бронзовий фонтан, який оточує 20 колон. Від фонтану беруть початок вісім прямих алей, які спрямовані на купола пергол. У центрі розарію можна побачити різні види екзотичних кущів троянд, у тому числі сорти:
- «Альберик Барб'є» (біла троянда),
- «Леді Гіллінгдон» (жовта троянда),
- «Луї Філіп» (червона троянда).

## Класифікація троянд
- Дикі види (переважають в природі)
- Стародавні кущі троянд (сорти до 1867 року)
- Сучасні троянди (сорти після 1867 роки)

## Колекції троянд
Тут зберігаються дикі і гібридні троянди. Можна побачити гібриди дев'ятнадцятого століття, які отримані шляхом схрещування кущів троянд, вирощуваних в садах західних країн, з новими трояндами з Китаю (з кінця вісімнадцятого століття з такими сортами як «троянда бенгальська» (Rosa chinensis), і з початку дев'ятнадцятого століття — з чайними трояндами). Основні новинки, представлені цими кущами троянд, полягають в їх тривалому цвітінні, а також в розширенні розмаїття кольорів.

## Галерея

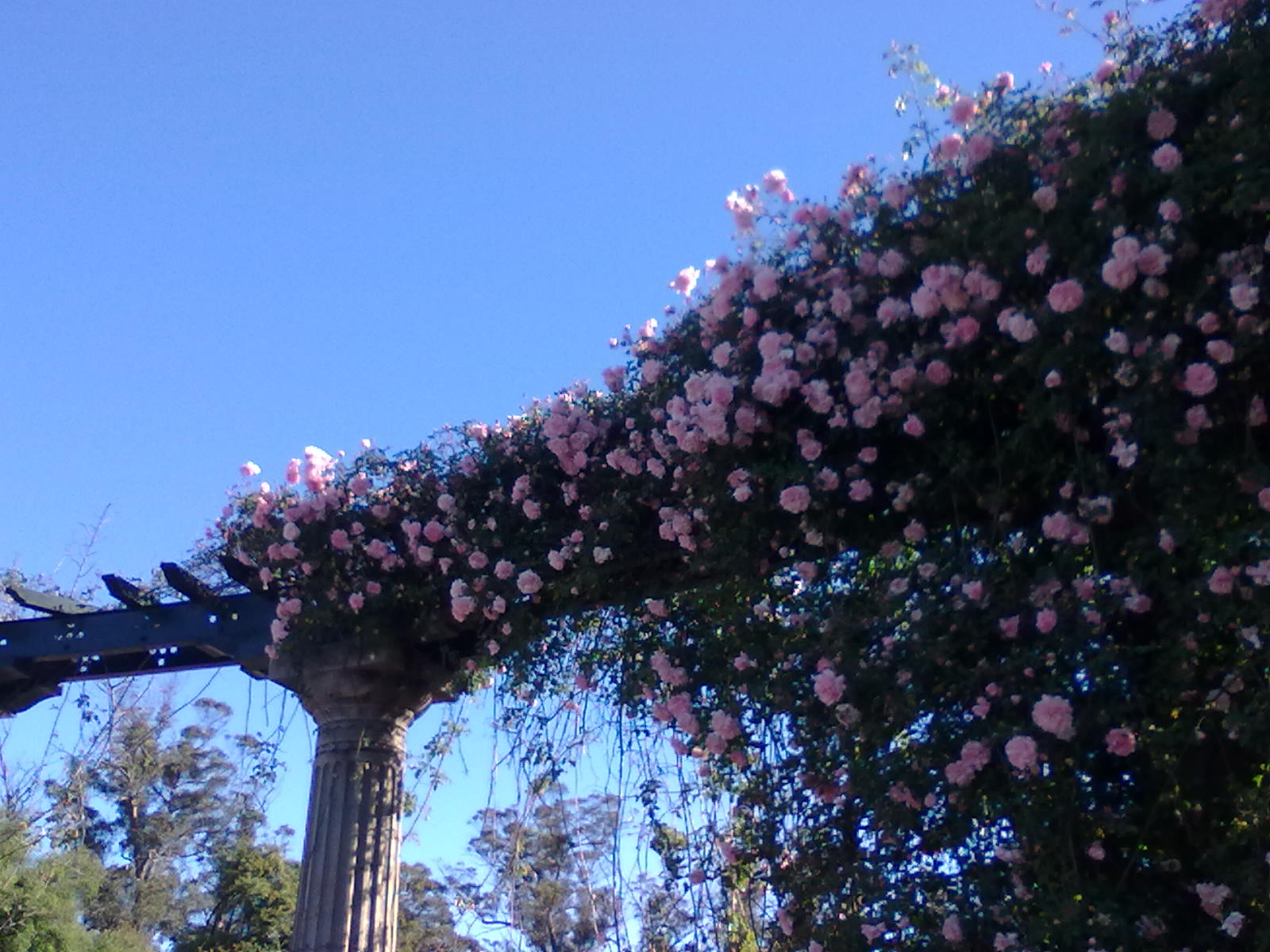
Троянди на арках та колонах.
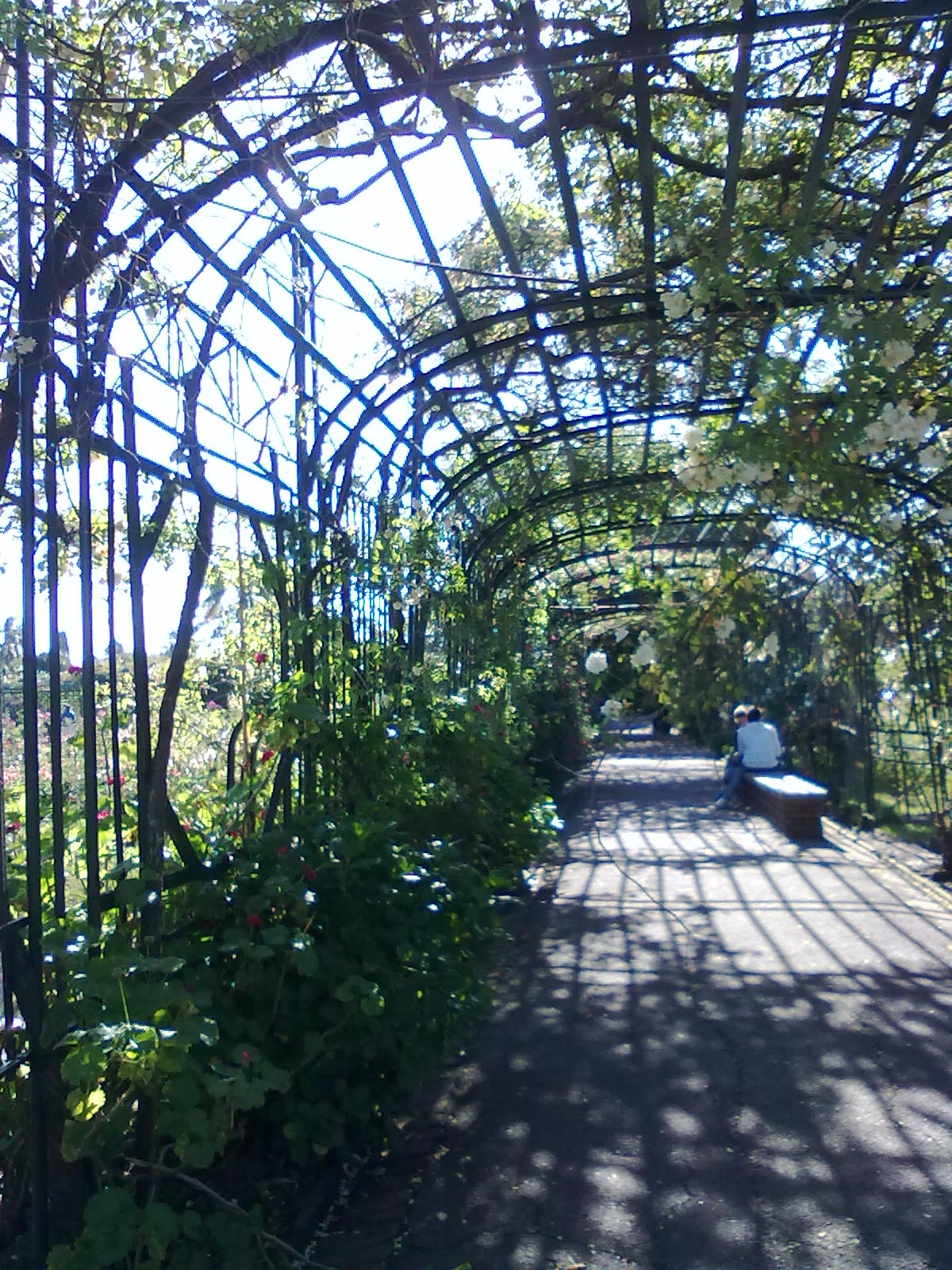
Доріжки навколо перголи.
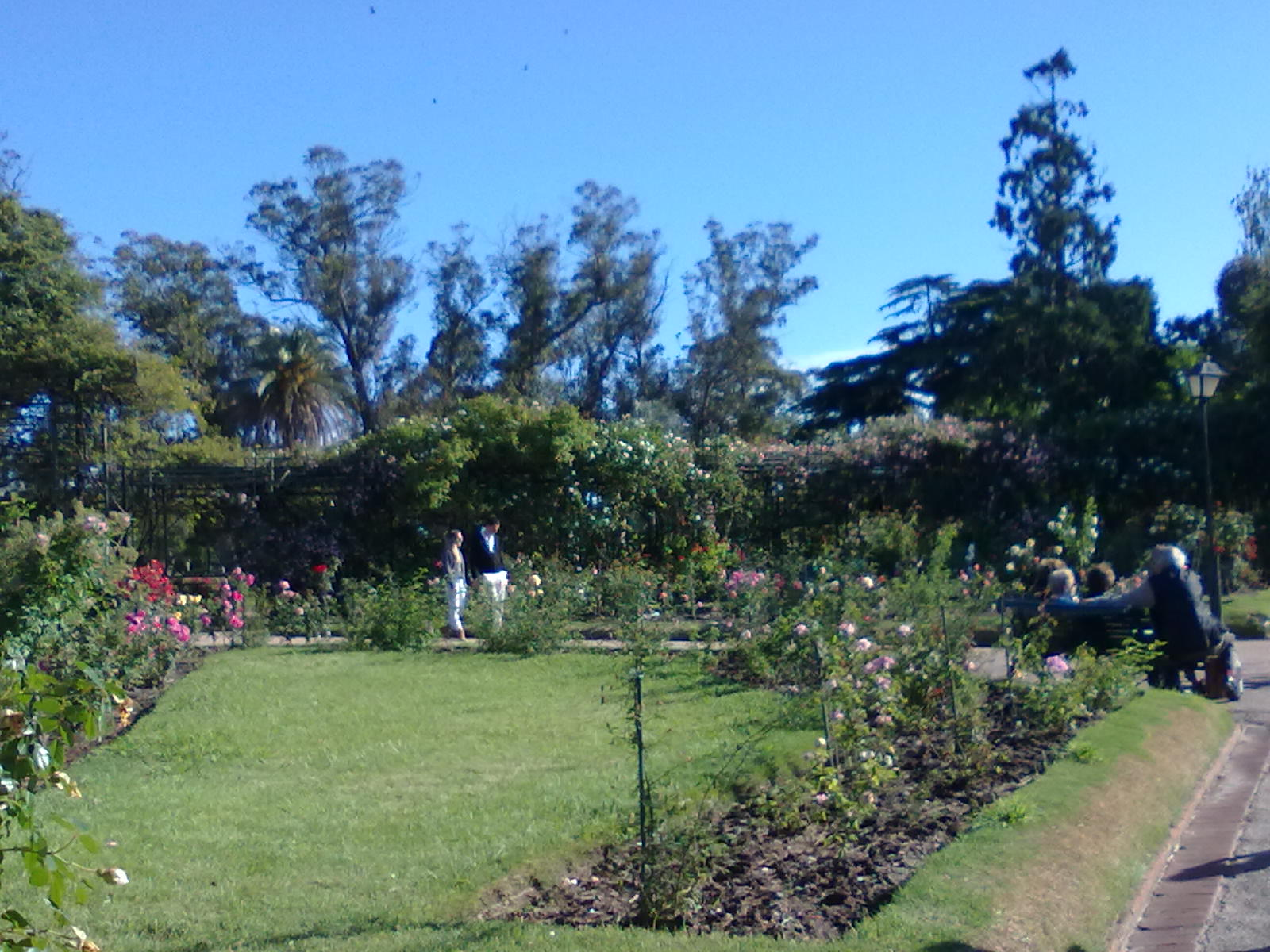
Вид на внутрішній сад.
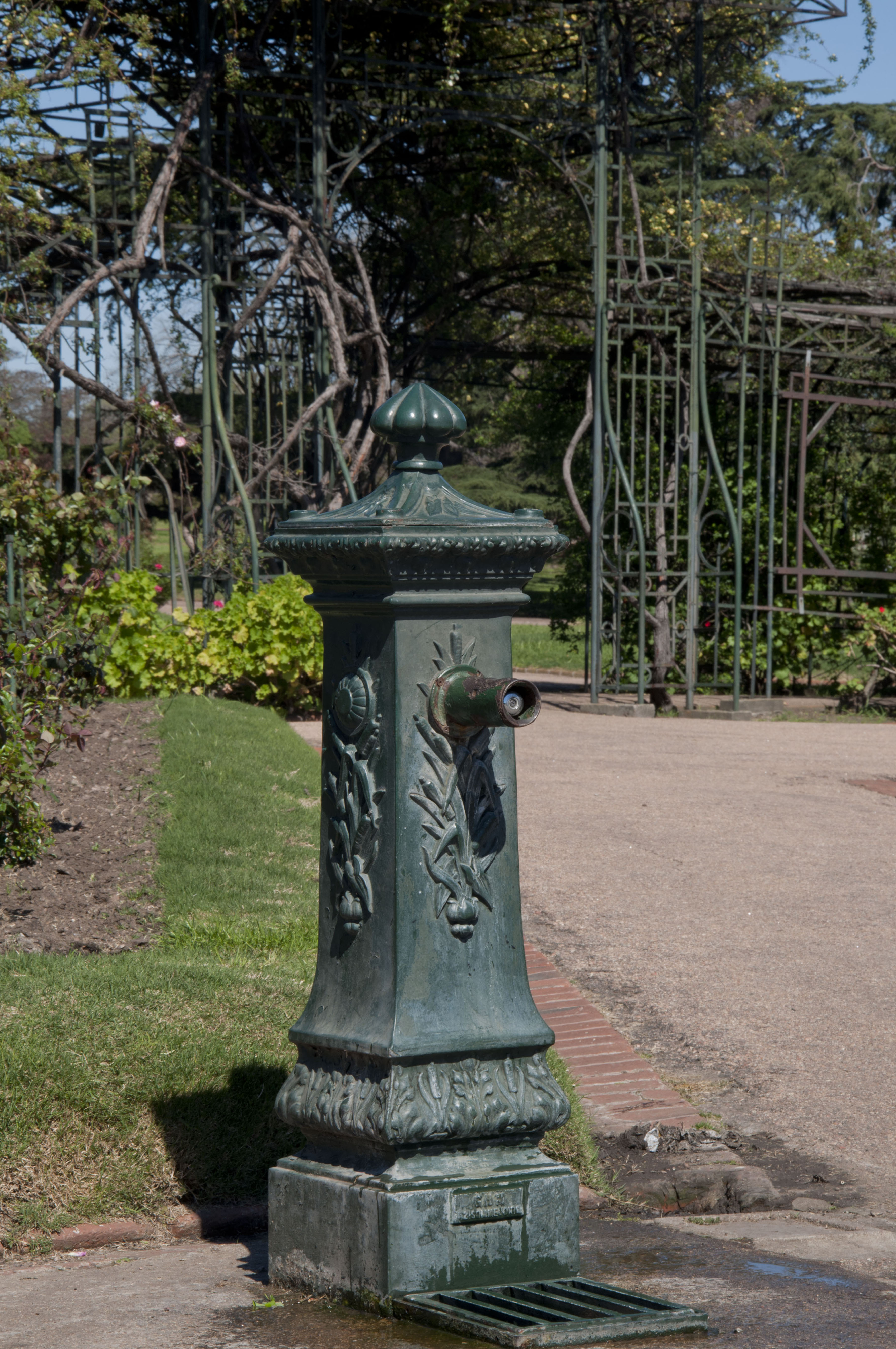
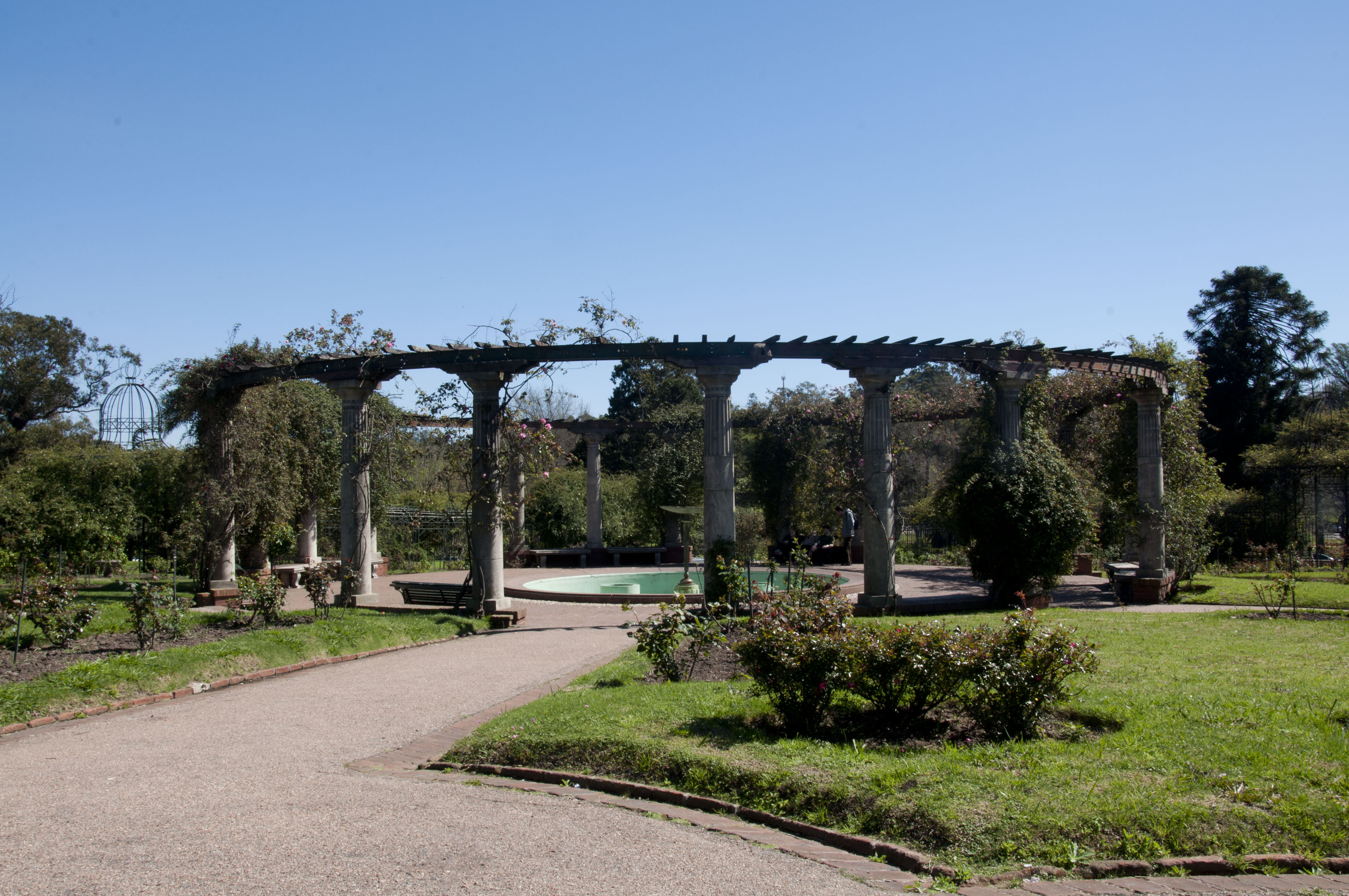
Колони, що оточують фонтан.
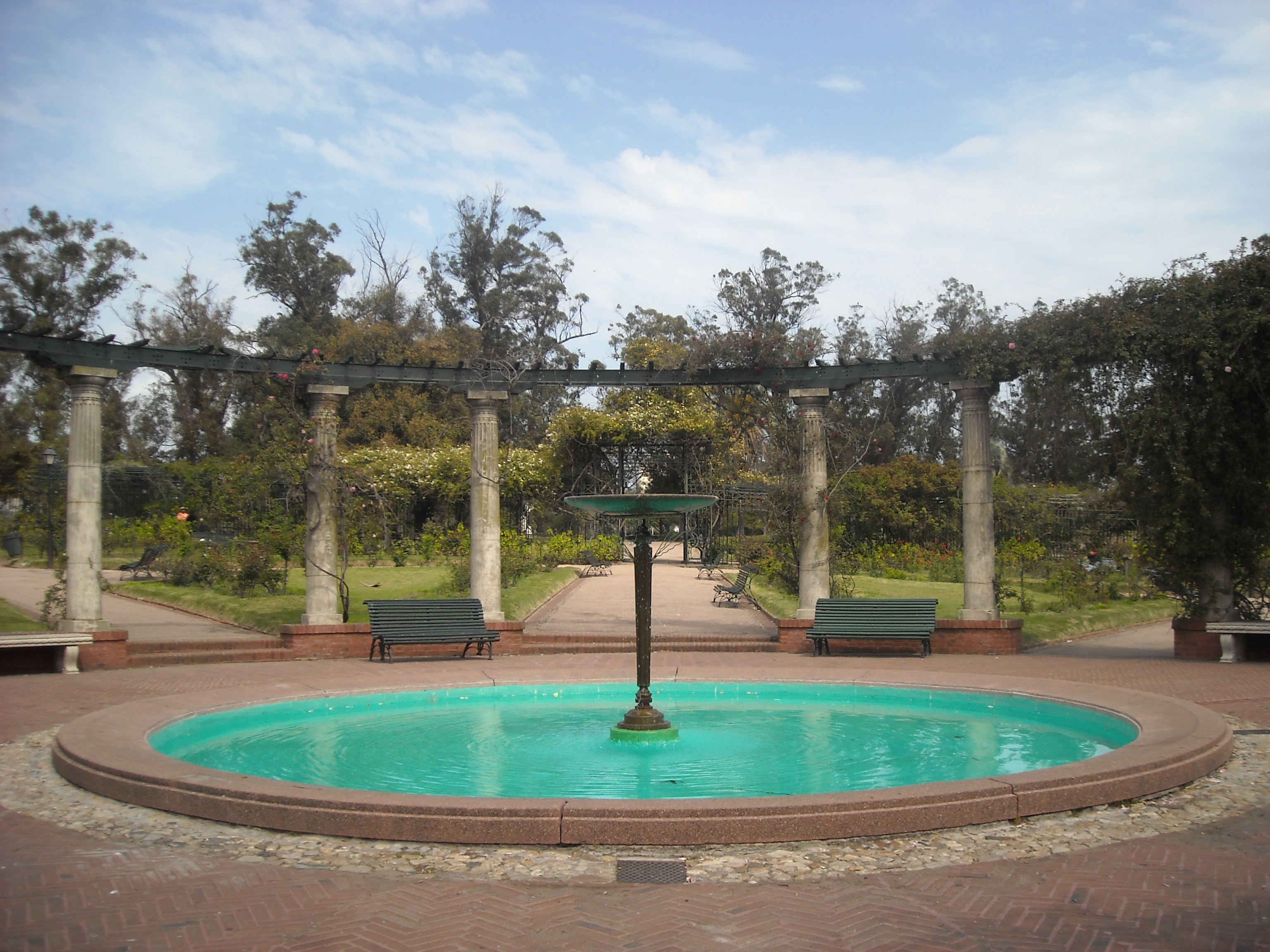
Фонтан.
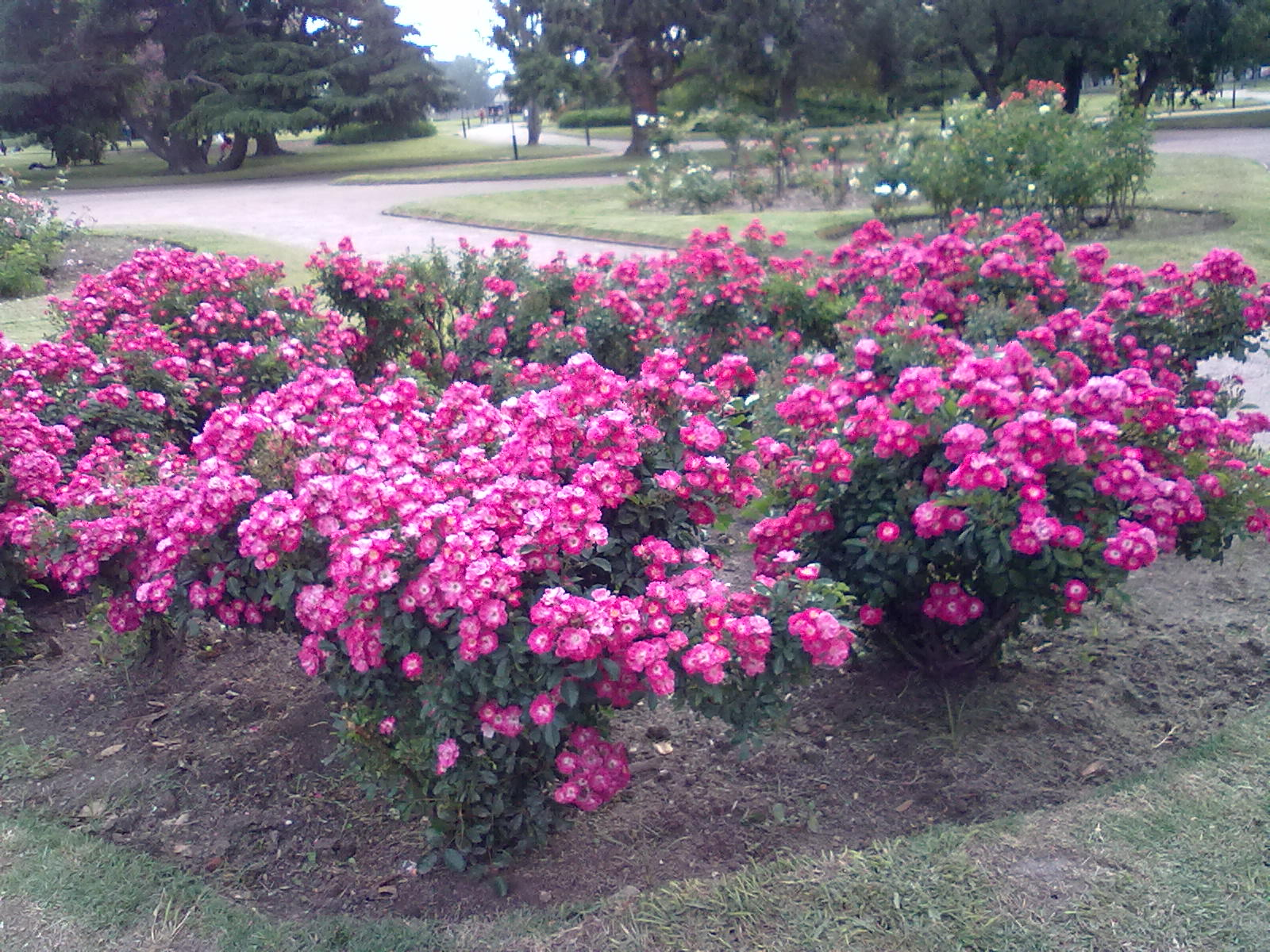
Сорт «Луї Філіп».
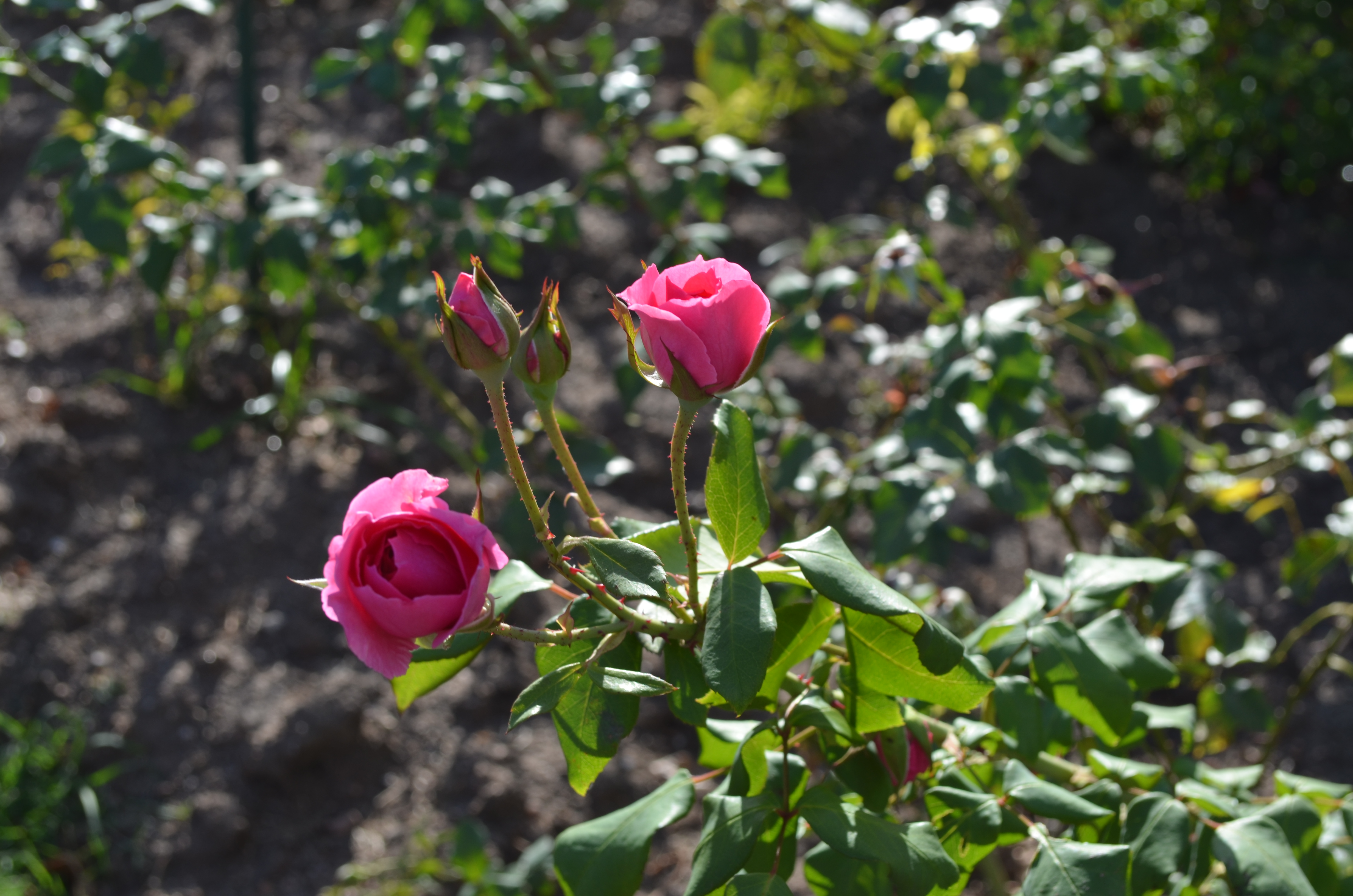
Квітучі троянди